# Emyr Humphreys
Emyr Humphreys, född 15 april 1919 i Prestatyn i Denbighshire, död 30 september 2020 i Llanfairpwll, Anglesey, Gwynedd, var en brittisk (walesisk) romanförfattare, novellförfattare och poet. Han studerade historia vid University College Wales och har varit verksam som hjälparbetare i Mellanöstern, lärare, producent vid BBC drama och föreläsare i dramatik vid Bangor University. Sedan 1972 var han författare på heltid.
Han romandebuterade 1946 med Little Kingdom. För Hear and Forgive från 1952 tilldelades han Somerset Maugham-priset och för A Toy Epic från 1958 fick han Hawthornden Prize. I det kulturhistoriska verket The Taliesin Tradition, utgivet 1983, utforskar han förhållandet mellan walesisk litteratur och identitet med startpunkt hos 500-talspoeten Taliesin. Han har också skrivit och regisserat TV-filmer.

## Utgivet på svenska
- En mans arvedel (A man's estate), Bonnier, 1957, översättning av Torsten Blomkvist